# Lista de planetas e planetas anões do Sistema Solar

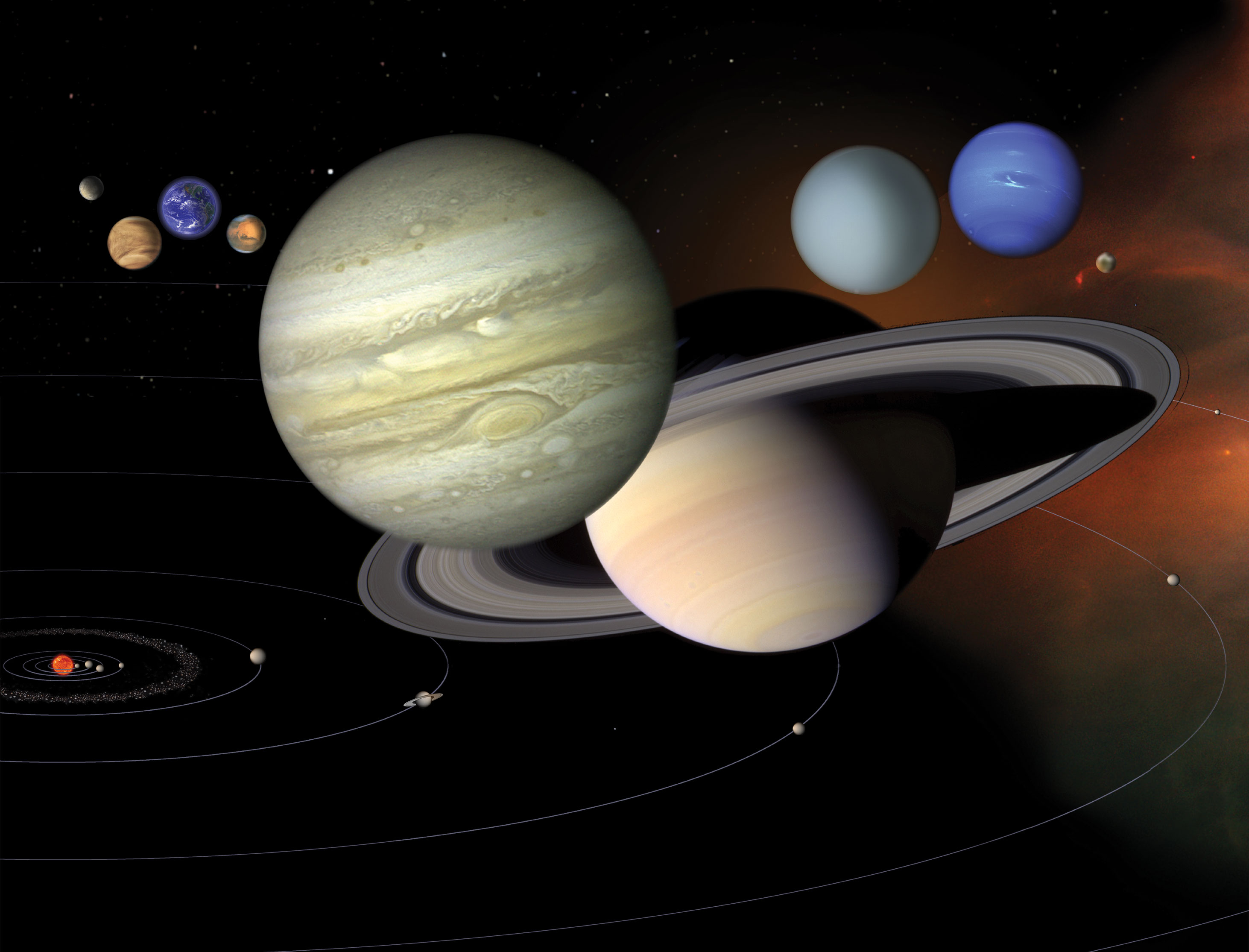
Montagem dos planetas do Sistema Solar. Em primeiro plano a comparação entre os tamanhos e ao fundo as distâncias relativas.

Esta lista apresenta os principais parâmetros orbitais e físicos dos oito planetas e cinco planetas anões do Sistema Solar. Todos estes corpos orbitam o Sol, a estrela central do sistema. Os quatro planetas internos são denominados telúricos por apresentarem crosta sólida, sendo que seu maior componente é a Terra. No cinturão de asteroides encontra-se o pequeno planeta anão Ceres, um asteroide de formato arredondado. A seguir estão os quatro gigantes gasosos, os maiores planetas do Sistema Solar, compostos principalmente por hidrogênio e hélio. A seguir estão os quatro últimos planetas anões na região do Cinturão de Kuiper, nos confins do Sistema Solar.
Dentre os elementos orbitais dos planetas e planetas anões, o semieixo maior representa a distância média do corpo ao Sol e a excentricidade representa o formato da elipse de suas órbitas. O período de translação refere-se ao tempo em que o corpo completa uma volta completa ao redor do Sol, enquanto o período de rotação indica o tempo gasto para o planeta dar uma volta completa ao redor de seu próprio eixo.
As características da Terra são utilizadas como parâmetro para a comparação entre os planetas, como é feito neste anexo. A unidade astronômica corresponde ao semieixo maior terrestre e equivale a aproximadamente 150 milhões de quilômetros. O ano terrestre corresponde a aproximadamente 365 dias terrestre, cada um desses dias tendo aproximadamente 24 horas de duração. A massa da Terra equivale a aproximadamente 6 sextilhões de toneladas(ou cerca de 5,9726×1024 quilogramas). Por fim a aceleração da gravidade no equador terrestre equivale a 9,798 m/s².

## Lista
| Imagem                          | Corpo    | Semieixo maior (UA) | Excentricidade orbital | Período(em anos) | Massa(MT=1) | Diâmetro (km) | Período de rotação (dias terrestres) | Gravidade no equador Terra=1 | Satélites naturais conhecidos |
| ------------------------------- | -------- | ------------------- | ---------------------- | ---------------- | ----------- | ------------- | ------------------------------------ | ---------------------------- | ----------------------------- |
|                                 | Mercúrio | 0,34710             | 0,2056                 | 0,2408           | 0,05527     | 4 880         | 58,64                                | 0,38                         | 0                             |
|                                 | Vênus    | 0,7233              | 0,0067                 | 0,6152           | 0,81500     | 12 103,6      | -243                                 | 0,9                          | 0                             |
|                                 | Terra    | 1,0000              | 0,0167                 | 1,0000           | 1,0000      | 12 756        | 1                                    | 1                            | 1                             |
|                                 | Marte    | 1,5233              | 0,0934                 | 1,8808           | 0,10745     | 6 792,4       | 1,03                                 | 0,38                         | 2                             |
|                                 | Ceres    | 2,7665              | 0,07837                | 4,60             | 0,00016     | 939.4         | 0,378                                | 0,028                        | 0                             |
|                                 | Júpiter  | 5,2034              | 0,0483                 | 11,862           | 317,83      | 142 984       | 0,41                                 | 2,64                         | 79                            |
|                                 | Saturno  | 9,5371              | 0,05415                | 29,457           | 95,159      | 120 536       | 0,44                                 | 0,93                         | 82                            |
|                                 | Urano    | 19,1913             | 0,047168               | 84,018           | 14,500      | 51 118        | -0,72                                | 0,89                         | 27                            |
|                                 | Neptuno  | 30,0690             | 0,00855                | 164,78           | 17,204      | 49 528        | 0,72                                 | 1,12                         | 13                            |
|                                 | Plutão   | 39,481              | 0,2488                 | 248,4            | 0,00220     | 2 374         | -6,38                                | 0,06                         | 5                             |
| Impressão artística de Haumea   | Haumea   | 43,34               | 0,189                  | 285,4            | 0,00070     | 1 600         | 0,163                                | 0,045                        | 2                             |
| Impressão artística de Makemake | Makemake | 45,79               | 0,159                  | 309,9            | 0,0007      | 1 430         | ?                                    | 0,051                        | 1                             |
| Impressão artística de Éris     | Éris     | 68,1461             | 0,4324                 | 562,55           | 0,00278     | 2 326         | ?                                    | 0,082                        | 1                             |
|                                 | Sedna    | 524,4 ± 1,0         | 0,85491                | 11 400           | Não se sabe | 995           | 0,42 d                               | 0,03                         | 0                             |